# Giorgio, duca di Cambridge
Giorgio di Hannover (Hannover, 26 marzo 1819 – Piccadilly, 17 marzo 1904) fu un membro della famiglia reale britannica, nipote in linea maschile di re Giorgio III del Regno Unito. Fu un ufficiale dell'esercito e servì come comandante in capo del British Army dal 1856 al 1895. Nel 1850 divenne Duca di Cambridge.

## Biografia

### Infanzia e gioventù
Giorgio nacque a Cambridge House a Hannover, in Germania. Suo padre era il principe Adolfo, duca di Cambridge, decimo figlio (e settimo maschio) di re Giorgio III e della regina consorte Carlotta. Sua madre, la Duchessa di Cambridge, era nata principessa di Assia-Kassel, figlia del principe Federico d'Assia-Kassel, signore di Rumpenheim, e di Carolina Polissena di Nassau-Usingen.
Venne battezzato nella casa natale l'11 maggio 1819 dal reverendo John Sanford, il cappellano domestico di suo padre. Furono suoi padrini e madrine:
- lo zio paterno, Giorgio, principe reggente, rappresentato dal fratello, principe Guglielmo, duca di Clarence e St. Andrews;
- lo zio paterno, principe Guglielmo, duca di Clarence e St. Andrews, rappresentato da John Bourke, 4º conte di Mayo;
- la zia paterna Carlotta, regina madre di Württemberg, rappresentata da Arabella Mackworth-Praed, contessa di Mayo.[1]

Nel 1850, Giorgio succedette al padre nei titoli di Duca di Cambridge, Conte di Tipperary e Barone Culloden.

### Carriera militare

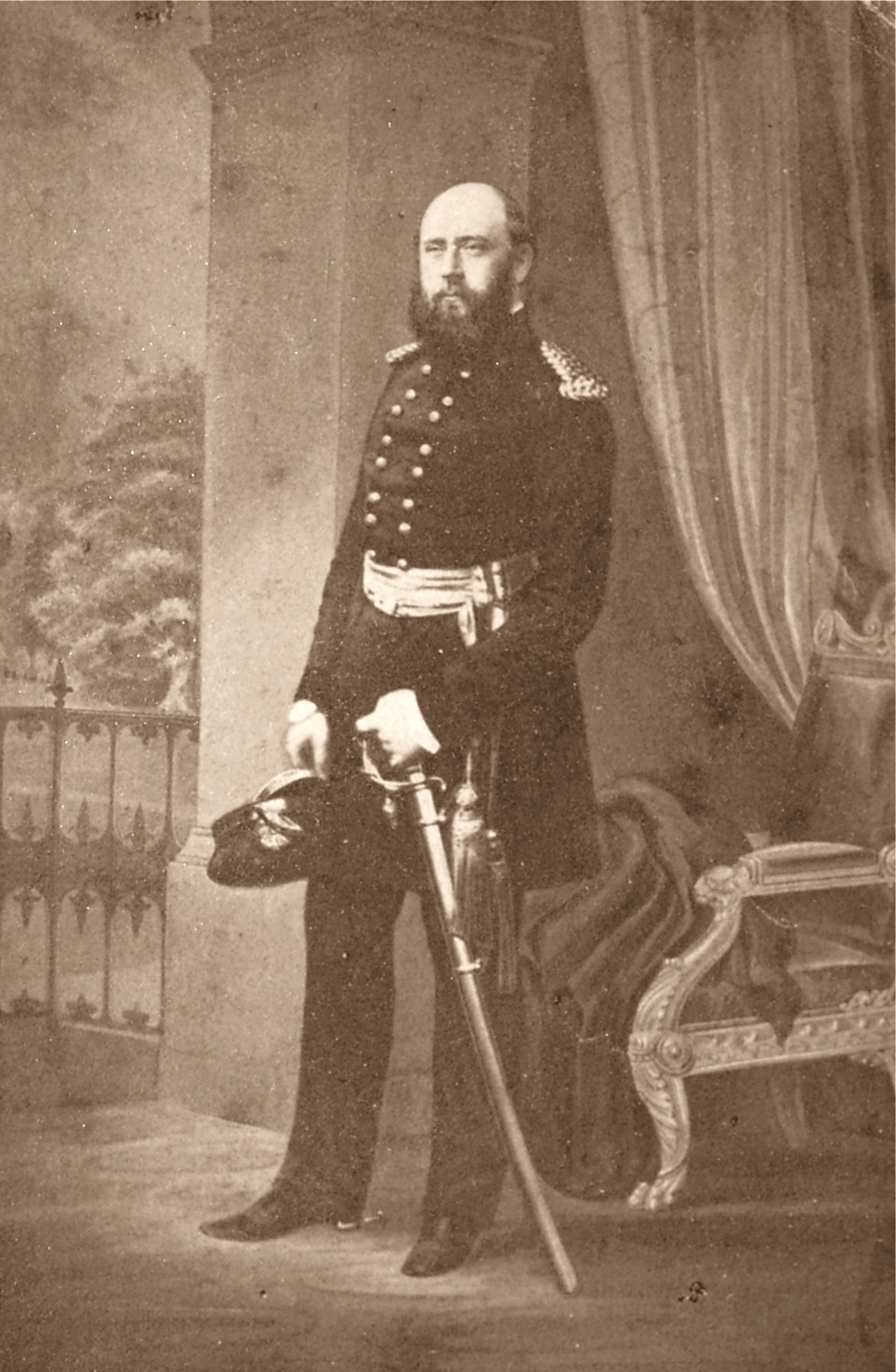
Il principe Giorgio, duca di Cambridge

Il principe Giorgio di Cambridge venne educato a Hannover dal reverendo J. R. Wood, canonico di Worcester. Come suo padre in precedenza, Giorgio venne avviato alla carriera militare. Nel novembre 1837, dopo aver servito per un breve periodo nell'esercito hannoveriano, ricevette il rango di colonnello nel British Army. Dall'ottobre 1838 all'aprile 1839 venne assegnato allo staff di stanza a Gibilterra; dopo aver prestato servizio in Irlanda con il 12° Lancieri Reali (del Principe di Galles), nell'aprile 1842,venne nominato colonnello del 17° Dragoni Leggeri (ora Lancieri). Dal 1842 al 1845 servì come colonnello nelle isole Ionie.
Il Duca di Cambridge divenne ispettore della Cavalleria nel 1852 e mantenne questo incarico fino al 1854 quando, allo scoppio della guerra di Crimea, ricevette il comando della 1ª Divisione (Guardie e brigate delle Highland) del British Army in Oriente. Nel giugno del 1854 venne promosso al rango di luogotenente generale. Egli fu presente alle battaglie del fiume Alma, di Balaclava e di Inkerman, nonché alla presa di Sebastopoli. Il 5 luglio 1856 Giorgio venne nominato generale comandante in capo del British Army, carica che venne rinominata comandante in capo dell'esercito tramite lettere patenti del 1887; data la posizione che ricopriva fu il maggior consigliere militare del Segretario di Stato per la Guerra, con responsabilità per l'amministrazione dell'esercito e il comando delle forze sul campo. Il 9 novembre 1862 venne nominato feldmaresciallo.
Giorgio fu la persona che servì più a lungo ai vertici del British Army: fu comandante in capo per trentanove anni. Benché si preoccupasse molto del benessere dei soldati, egli si guadagnò una reputazione per essere irremovibile e per concedere promozioni sulla base dello status sociale degli ufficiali, piuttosto che sulla base del merito. Sotto il suo comando l'esercito divenne un'istituzione rigida e stagnante, molto distante dalle sue controparti del continente. Nel tardo XIX secolo, mentre il 25% della letteratura militare era scritta in Germania e il 25% in Francia, solo l'1% proveniva dalla Gran Bretagna. Si dice che il Duca avesse rimbrottato uno tra i più intelligenti tra i suoi subordinati dicendo così: «Cervello? Io non credo nel cervello! Tu non ne hai, lo so, Sir!» Egli era inoltre riluttante ad adottare dei cambiamenti; la sua massima era la seguente: «C'è un tempo per ogni cosa, e il tempo per cambiare è quando non puoi più evitarlo».
Nonostante la sua reputazione di grande tradizionalista, il Duca si interessò notevolmente alle possibili riforme dell'esercito; sotto la sua influenza il British Army sperimentò l'utilizzo di vari tipi di carabine a retrocarica per la cavalleria, una delle quali – la Westley-Richards – fu così efficace che si decise di valutare l'opportunità di produrne una versione anche per la fanteria. Nel 1861, cento di queste armi vennero consegnate a cinque battaglioni di fanteria; nel 1863 un ordine di 2 000 pezzi venne piazzato per ulteriori prove. Giorgio venne inoltre coinvolto nella creazione dello Staff College e divenne governatore della Royal Military Academy di Woolwich. Il Duca di Cambridge tentò inoltre di migliorare l'efficienza dell'esercito adottando uno schema di manovre militari annuali. Nel 1860 egli introdusse una nuova disciplina per ridurre le punizioni corporali: i soldati potevano venire frustati solamente in caso di grave ammutinamento in tempo di guerra, a meno che non avessero tenuto una condotta offensiva tale da degradarli in seconda classe, e quindi soggetti nuovamente a punizioni corporali. Un anno di buona condotta li avrebbe riportati nella prima classe, cosicché, infine, solo un nucleo di pochi incorreggibili veniva ancora frustato; il numero delle fustigazioni diminuì dalle 218 del 1858 alle 126 del 1862.
Sulla scia della vittoria prussiana della guerra franco-prussiana del 1870-71, il governo liberale del primo ministro William Ewart Gladstone e del ministro della guerra Edward Cardwell invocò ulteriori riforme dell'esercito. Giorgio era notevolmente preoccupato per la natura di queste riforme, che puntavano a modificare il cuore della visione che il Duca aveva del British Army. Egli temeva che le nuove forze armate di riserve sarebbero state pressoché inutili in un conflitto coloniale e che le forze di spedizione avrebbero dovuto reclutare uomini dai più esperti battaglioni di stanza in patria per poter coprire i buchi nelle loro file. Le sue paure sembrarono essere confermate nel 1873, quando Wolseley radunò dei battaglioni per una spedizione contro gli Ashanti; entro il 1879, i 59 battaglioni rimasti in Gran Bretagna vennero chiamati a mandare sostituti agli 83 all'estero. Nel 1881, quando vennero aboliti alcuni reggimenti storici e furono uniformati i colori delle divise per i reggimenti inglesi, gallesi, scozzesi e irlandesi, Giorgio protestò che questo avrebbe minato l'umore delle truppe; i colori vennero quindi restaurati con la prima guerra mondiale.
L'impeto delle riforme, in ogni caso, continuò. Il War Office Act, approvato dal parlamento nel 1870, subordinò formalmente l'ufficio di comandante in capo dell'esercito a quello di segretario di Stato. Il Duca di Cambridge risentì pesantemente di questa mossa politica, sentimento condiviso dalla maggioranza degli ufficiali, molti dei quali non avrebbero guadagnato la loro posizione unicamente con il proprio merito. Con un ordine in consiglio del febbraio 1888, tutta la responsabilità per gli affari militari venne affidata all'ufficio del comandante in capo. Una commissione reale costituita nel 1890, guidata da Lord Hartington (il futuro 8º Duca di Devonshire), criticò l'amministrazione del War Office e raccomandò la devoluzione dell'autorità del comandante supremo agli ufficiali militari subordinati. Il principe Giorgio fu quindi obbligato a rassegnare le dimissioni il 1º novembre 1895 e venne succeduto da Lord Wolseley, i cui incarichi vennero notevolmente modificati.

### Matrimonio e amante
Giorgio non fece mai segreto della sua visione che «i matrimoni combinati sono destinati a fallire». Sposò nella chiesa di San Giovanni a Clerkenwell, privatamente e in contravvenzione al Royal Marriages Act 1772, Sarah Fairbrother (1816-1890), figlia di John Fairbrother, un servo di Westminster, dalla quale aveva già avuto due figli illegittimi; essa aveva già altri due figli da altri uomini. Sarah Fairbrother lavorò come attrice a partire dal 1827, calcando le scene del Drury Lane, del Lyceum e del Covent Garden Theatre. Dal momento che il matrimonio era inesistente per la legge britannica, la "moglie" di Giorgio non venne intitolata Duchessa di Cambridge, né le venne accordato il trattamento di Altezza Reale; in realtà la sua stessa esistenza era ignorata dalla regina Vittoria. Sarah chiamava sé stessa Mrs Fairbrother e, in seguito, Mrs FitzGeorge. Il Duca di Cambridge era piuttosto debole quando aveva a che fare con questioni in cui erano coinvolte delle donne e sembra piuttosto probabile che fu la stessa Sarah (all'epoca incinta per la quinta volta) a costringerlo al matrimonio. Vennero create delle leggende sull'idilliaca relazione della coppia che però erano piuttosto distanti dalla realtà dei fatti: Giorgio aveva ancora molte relazioni "extraconiugali", dimostrandosi non meritevole dell'attaccamento di Sarah.
Giorgio e Sarah ebbero tre figli insieme, due dei quali nati prima del matrimonio, comunque non valido:
- George FitzGeorge (24 agosto 1843 – 2 settembre 1907); sposò Rosa Baring ed ebbe discendenza;
- Adolphus (30 gennaio 1846 – 17 dicembre 1922); sposò Sofia Holden, dalla quale ebbe figli, e Margaret Watson, da cui non nacque discendenza;
- Augustus FitzGeorge (12 giugno 1847 – 30 ottobre 1933).

Nel 1837 Giorgio conobbe Mrs Louisa Beauclerk, che in seguito descrisse come «l'idolo della mia vita e della mia esistenza»; fu sua amante a partire dal 1849 fino alla di lei morte nel 1882. Già nel 1849 il duca di Cambridge decise che avrebbe voluto essere sepolto vicino a Mrs Beauclerk e fu così che lui e Mrs FitGeorge vennero tumulati in un mausoleo del Kensal Green Cemetery, circa venti metri dalla tomba di Mrs Beauclerk.

### Ultimi anni

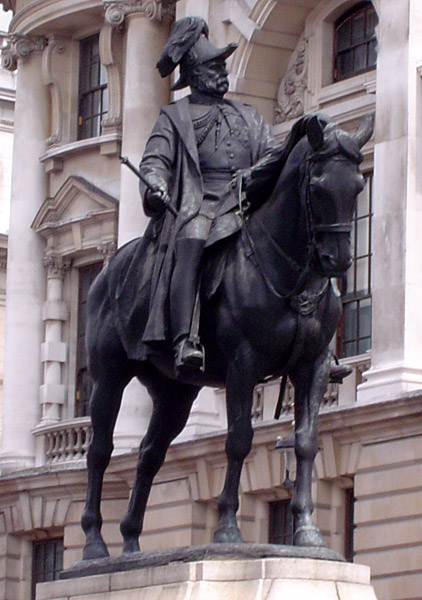
La statua del principe Giorgio a Whitehall

Le forze e l'udito del principe Giorgio iniziarono ad abbandonarlo negli ultimi anni della sua vita; non fu in grado di cavalcare nel corteo funebre della cugina, la regina Vittoria, e dovette parteciparvi in carrozza. Il suo ultimo incarico pubblico fu una visita ufficiale in Germania nel gennaio del 1904. Morì per un'emorragia allo stomaco il 17 marzo 1904 a Gloucester House, nel quartiere di Piccadilly a Londra. Venne sepolto cinque giorni più tardi, accanto a Mrs FitzGeorge, nel Kensal Green Cemetery. Con la sua morte si estinse il ducato di Cambridge creato nel 1801. Durante i suoi funerali, furono girati diversi documentari da alcune delle prime case di produzione attive in Gran Bretagna all'epoca del muto.
Sei anni dopo la sua morte, sua nipote Maria di Teck, figlia della sorella Maria Adelaide, divenne regina consorte del Regno Unito, come moglie di Giorgio V.
Pochi mesi dopo la morte di Giorgio, la sua tenuta venne valutata e fu trovata in passivo di 121 000 sterline.
Il Duca è ancora oggi commemorato con una statua equestre a Whitehall, nel centro di Londra; essa è posizionata, ironicamente, di fronte alla porta principale del War Office, cui Giorgio, in vita, si oppose fermamente.
Giorgio venne inoltre creato cavaliere di gran croce dell'Ordine Reale Hannoveriano e privato consigliere nel 1856.

## Filmografia
- Funeral of the Duke of Cambridge - documentario del 1904 prodotto dalla Robert W. Paul
- Funeral of the Duke of Cambridge - documentario del 1904 prodotto dalla Hepworth
- Funeral of the Late Duke of Cambridge - documentario del 1904 prodotto dalla Charles Urban Trading Company
- Funeral of H.R.H. the Duke of Cambridge - documentario del 1904 prodotto dalla British Mutoscope & Biograph Company

## Titoli nobiliari, onorificenze e stemma

### Titoli
- 26 marzo 1819 – 8 luglio 1850: Sua Altezza Reale il principe Giorgio di Cambridge
- 8 luglio 1850 – 17 marzo 1904: Sua Altezza Reale Il Duca di Cambridge

### Onorificenze
- ADC(P): Aiutante di Campo Personale del Sovrano

### Carriera militare
- Colonnello, 1837-1854: British Army
  - 1838-1839: Staff di Gibilterra
  - 12° Lancieri Reali
  - 1842-?: 17° Dragoni Leggeri
  - 1842–1845: Staff delle Isole Ionie
  - 1852-1854: Ispettore della Cavalleria
  - 1854-?: 1ª Divisione (Guardie e Brigate delle Highland)
- Luogotenente generale, 1854-?: British Army
  - 1854-: 1ª Divisione (Guardie e Brigate delle Highland)
  - 1856-1895: comandante in capo del British Army
- Feldmaresciallo, 1862-?: British Army
  - 1856-1895: comandante in capo del British Army

### Onorificenze militari

#### Gran Bretagna
- Colonnello in capo del 17° Lancieri
- Colonnello in capo dell'Artiglieria Reale
- Colonnello in capo del Genio Reale
- Colonnello in capo del Reggimento Middlesex
- Colonnello in capo dei Corpi Reali dei Fucilieri del Re
- Colonnello delle Guardie Granatieri
- Colonnello Onorario del 10° Lancieri del Duca di Cambridge
- Colonnello Onorario del 4º Reggimento Battaglione Suffolk
- Colonnello Onorario del Yeomanry Imperiale Middlesex
- Colonnello Onorario del 1ª Brigata Volontari Città di Londra

#### Impero
- Colonnello Onorario del 20° Punjabi del Duca di Cambridge
- Colonnello Onorario dell'Artiglieria Reale Malta

## Antenati
|                                  |                            |                                                    | Genitori                                                              |  |  | Nonni |  |  | Bisnonni             |  |  | Trisnonni                   |  |
|                                  |                            |                                                    |                                                                       |  |  |       |  |  | Federico di Hannover |  |  | Giorgio II di Gran Bretagna |  |
|                                  |                            |                                                    |                                                                       |  |  |       |  |  | Federico di Hannover |  |  | Giorgio II di Gran Bretagna |  |
|                                  |                            | Carolina di Brandeburgo-Ansbach                    |                                                                       |  |  |       |  |  | Federico di Hannover |  |  |                             |  |
| Giorgio III del Regno Unito      |                            |                                                    |                                                                       |  |  |       |  |  | Federico di Hannover |  |  |                             |  |
|                                  |                            | Augusta di Sassonia-Gotha-Altenburg                | Federico II di Sassonia-Gotha-Altenburg                               |  |  |       |  |  |                      |  |  |                             |  |
|                                  |                            | Augusta di Sassonia-Gotha-Altenburg                | Federico II di Sassonia-Gotha-Altenburg                               |  |  |       |  |  |                      |  |  |                             |  |
|                                  |                            | Augusta di Sassonia-Gotha-Altenburg                | Maddalena Augusta di Anhalt-Zerbst                                    |  |  |       |  |  |                      |  |  |                             |  |
| Adolfo di Hannover               |                            | Augusta di Sassonia-Gotha-Altenburg                |                                                                       |  |  |       |  |  |                      |  |  |                             |  |
|                                  |                            | Carlo Ludovico Federico di Meclemburgo-Strelitz    | Adolfo Federico II di Meclemburgo-Strelitz                            |  |  |       |  |  |                      |  |  |                             |  |
|                                  |                            | Carlo Ludovico Federico di Meclemburgo-Strelitz    | Adolfo Federico II di Meclemburgo-Strelitz                            |  |  |       |  |  |                      |  |  |                             |  |
|                                  |                            | Carlo Ludovico Federico di Meclemburgo-Strelitz    | Cristiana Emilia di Schwarzburg-Sondershausen                         |  |  |       |  |  |                      |  |  |                             |  |
| Carlotta di Meclemburgo-Strelitz |                            | Carlo Ludovico Federico di Meclemburgo-Strelitz    |                                                                       |  |  |       |  |  |                      |  |  |                             |  |
|                                  |                            | Elisabetta Albertina di Sassonia-Hildburghausen    | Ernesto Federico I di Sassonia-Hildburghausen                         |  |  |       |  |  |                      |  |  |                             |  |
|                                  |                            | Elisabetta Albertina di Sassonia-Hildburghausen    | Ernesto Federico I di Sassonia-Hildburghausen                         |  |  |       |  |  |                      |  |  |                             |  |
|                                  |                            | Elisabetta Albertina di Sassonia-Hildburghausen    | Sofia Albertina di Erbach-Erbach                                      |  |  |       |  |  |                      |  |  |                             |  |
| Giorgio di Hannover              |                            | Elisabetta Albertina di Sassonia-Hildburghausen    |                                                                       |  |  |       |  |  |                      |  |  |                             |  |
|                                  | Federico II d'Assia-Kassel | Guglielmo VIII d'Assia-Kassel                      |                                                                       |  |  |       |  |  |                      |  |  |                             |  |
|                                  | Federico II d'Assia-Kassel | Guglielmo VIII d'Assia-Kassel                      |                                                                       |  |  |       |  |  |                      |  |  |                             |  |
|                                  | Federico II d'Assia-Kassel | Dorotea Guglielmina di Sassonia-Zeitz              |                                                                       |  |  |       |  |  |                      |  |  |                             |  |
| Federico d'Assia-Kassel          | Federico II d'Assia-Kassel |                                                    |                                                                       |  |  |       |  |  |                      |  |  |                             |  |
|                                  |                            | Maria di Hannover                                  | Giorgio II di Gran Bretagna                                           |  |  |       |  |  |                      |  |  |                             |  |
|                                  |                            | Maria di Hannover                                  | Giorgio II di Gran Bretagna                                           |  |  |       |  |  |                      |  |  |                             |  |
|                                  |                            | Maria di Hannover                                  | Carolina di Brandeburgo-Ansbach                                       |  |  |       |  |  |                      |  |  |                             |  |
| Augusta di Assia-Kassel          |                            | Maria di Hannover                                  |                                                                       |  |  |       |  |  |                      |  |  |                             |  |
|                                  |                            | Carlo Guglielmo di Nassau-Usingen                  | Carlo di Nassau-Usingen                                               |  |  |       |  |  |                      |  |  |                             |  |
|                                  |                            | Carlo Guglielmo di Nassau-Usingen                  | Carlo di Nassau-Usingen                                               |  |  |       |  |  |                      |  |  |                             |  |
|                                  |                            | Carlo Guglielmo di Nassau-Usingen                  | Cristina Guglielmina di Sassonia-Eisenach                             |  |  |       |  |  |                      |  |  |                             |  |
| Carolina di Nassau-Usingen       |                            | Carlo Guglielmo di Nassau-Usingen                  |                                                                       |  |  |       |  |  |                      |  |  |                             |  |
|                                  |                            | Carolina Felicita di Leiningen-Dagsburg-Heidesheim | Cristiano Carlo Reinardo di Leiningen-Dachsburg-Falkenburg-Heidesheim |  |  |       |  |  |                      |  |  |                             |  |
|                                  |                            | Carolina Felicita di Leiningen-Dagsburg-Heidesheim | Cristiano Carlo Reinardo di Leiningen-Dachsburg-Falkenburg-Heidesheim |  |  |       |  |  |                      |  |  |                             |  |
|                                  |                            | Carolina Felicita di Leiningen-Dagsburg-Heidesheim | Caterina Polissena di Solms-Rodelheim                                 |  |  |       |  |  |                      |  |  |                             |  |
|                                  |                            | Carolina Felicita di Leiningen-Dagsburg-Heidesheim |                                                                       |  |  |       |  |  |                      |  |  |                             |  |